# Мерчик
Ме́рчик — річка в Україні, у Богодухівському районі Харківської області, ліва притока Мерли (басейн річки Ворскли).

## Назва
У верхній течії річка носить назву Сухий Мерчик. Після злиття з лівою притокою — Мокрим Мерчиком — має назву Мерчик. 

## Опис
Річка завдовжки 43 км, площа басейну 703 км². Долина трапецієподібна, асиметрична. Річище звивисте, завширшки 0,5-1,5 м, у середній течії місцями випрямлене і каналізоване. Похил річки 1,1 м/км. Влітку дуже міліє. Споруджено декілька ставів.

## Розташування
Річка бере початок біля села Петропавлівка. Тече переважно на захід і північний захід. Впадає до Мерли на південь від села Городнього.
Населені пункти вздовж берегової смуги: Петропавлівка, Скосогорівка, Олександрівка, Шарівка, Мирне, Мурафа, Володимирівка, Сорокове, Пильнянка.

## Притоки

### Праві

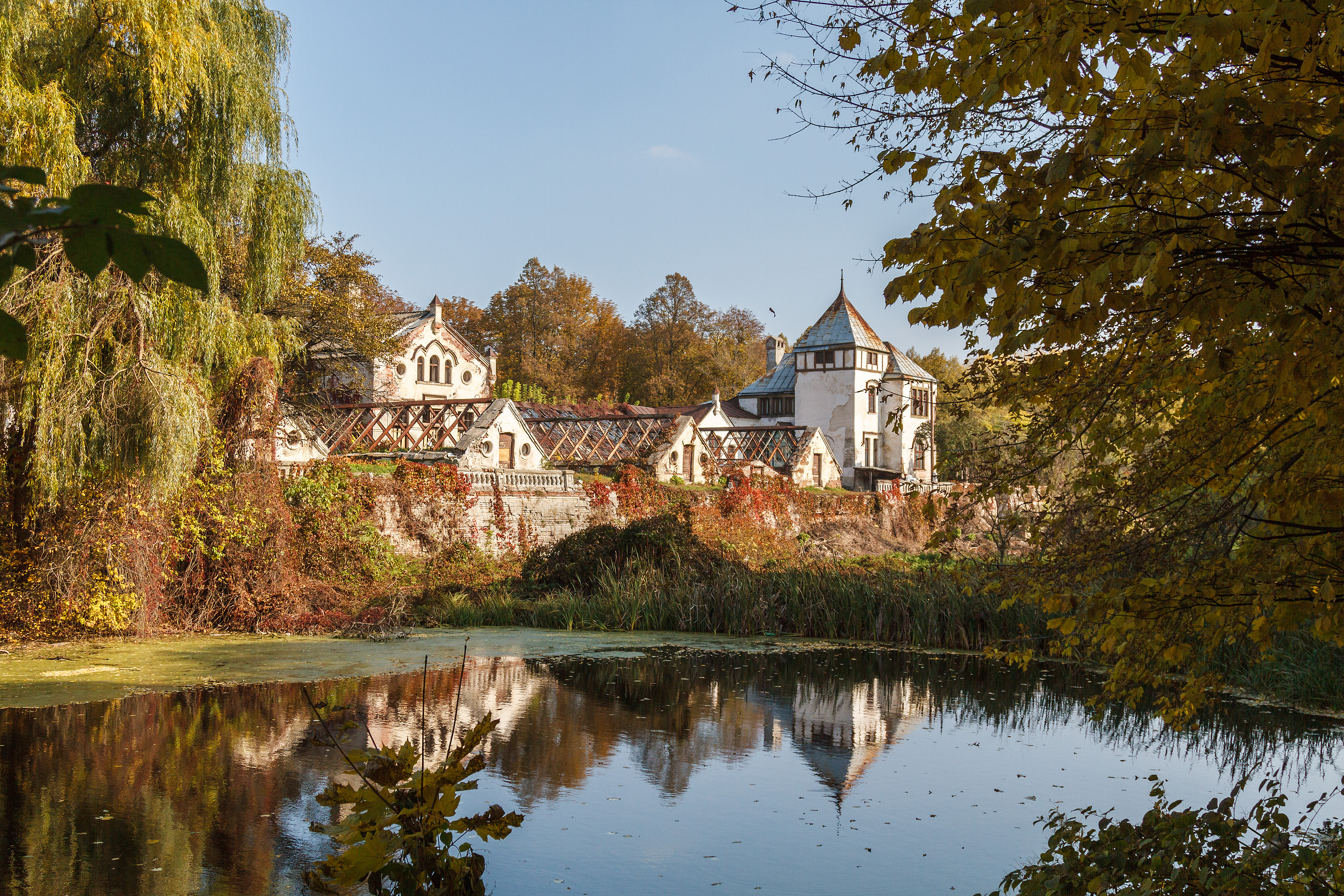
Яр Крутий у Шарівському парку

- Яр Безруків - один із витоків, протікає у Богодухівській міській громаді, впадає у Мерчик вище села Петропавлівка
- Яр Сачинка - протікає у Богодухівській громаді, бере початок у селі Сухини, тече на південний захід через село Павлове і впадає у Мерчик у північно-східній частині села Олександрівка
- Вільховатка - протікає у Богодухівській громаді, тече з півночі на південь через село Хрущова Микитівка[1]
- Яр Крутий - протікає у Богодухівській громаді, впадає у Мерчик у селищі Шарівка. На березі розташовані Шарівський палац та Шарівський парк.

### Ліві
- Яр Бречин - протікає у Богодухівській громаді, впадає у Мерчик у селі Петропавлівка
- Яр Голубничий - ліва притока яру Бречин, впадає неподалік від його гирла
- Яр Городжіїв - протікає у Богодухівській громаді, впадає у Мерчик на південно-західній околиці села Петропавлівка
- Балка Ясенові Колки
- Мокрий Мерчик
- Мандричина
- Княжа
- Балка Бузова